# Courménil
Courménil är en kommun i departementet Orne i regionen Normandie i nordvästra Frankrike. Kommunen ligger i kantonen Exmes som tillhör arrondissementet Argentan. År 2018 hade Courménil 121 invånare.

## Befolkningsutveckling
Antalet invånare i kommunen Courménil
| Referens: INSEE |